# Enrique Sapena
Enrique Sapena Granell (Valencia, 1930 - ibídem, 7 de junio de 2008) fue un político, sindicalista e ingeniero técnico español.
Cursó los estudios de Perito Industrial (1956-1960) y de Economía (1972-1977) en la Universidad de Valencia. Técnico en obras e instalaciones de RENFE, ingresó en 1955 en la entonces clandestina Unión General de Trabajadores (UGT). Fue delegado por Valencia en los congresos del sindicato y del Partido Socialista Obrero Español en Tolousse. También fue fundador del Sindicato Ferroviario de la UGT en la zona de Valencia.
Durante la Transición fue elegido diputado al Congreso por la circunscripción electoral de Valencia en las elecciones generales de 1977, 1979 y 1982. Después fue senador por la misma circunscripción en las elecciones de 1986 y en 1987 diputado en el Parlamento Europeo.